# El Espino de Santa Rosa
El Espino de Santa Rosa est une localité située dans la province de Veraguas, au Panama. En 2008, la localité comptait 1 168 habitants.